# Pierrefitte, Creuse
Pierrefitte este o comună în departamentul Creuse din centrul Franței. În 2009 avea o populație de 77 de locuitori.

## Evoluția populației
| An        | 1975 | 1982 | 1990 | 1999 | 2006 | 2009 |
| --------- | ---- | ---- | ---- | ---- | ---- | ---- |
| Populație | 119  | 86   | 85   | 95   | 83   | 77   |